# Вольный (Адыгея)
Вольный (адыг. Шъхьафит) — хутор в Майкопском муниципальном районе Республики Адыгея России. Входит в состав Красноульского сельского поселения.

## Население
| 2002 | 2010 | 2013 | 2014 | 2015 | 2016 | 2017 |
| ---- | ---- | ---- | ---- | ---- | ---- | ---- |
| 278  | ↘255 | ↗273 | ↗276 | ↗278 | ↘275 | ↗282 |
| 2018 | 2019 | 2020 | 2021 | 2023 | 2024 |      |
| ↘268 | ↘266 | ↗274 | ↗282 | ↘275 | ↘271 |      |

По данным Всероссийской переписи населения 2021 года:
| Народ               | Численность, чел. | Доля от всего населения, % |
| ------------------- | ----------------- | -------------------------- |
| русские             | 189               | 67,02 %                    |
| армяне              | 12                | 4,25 %                     |
| другие / не указано | 81                | 28,73 %                    |
| всего               | 282               | 100,0 %                    |

## Улицы
- Колхозная,
- Лесная.